# Osttimoresisch-südkoreanische Beziehungen
Die Staaten Osttimor und Südkorea unterhalten problemlose Beziehungen.

## Überblick

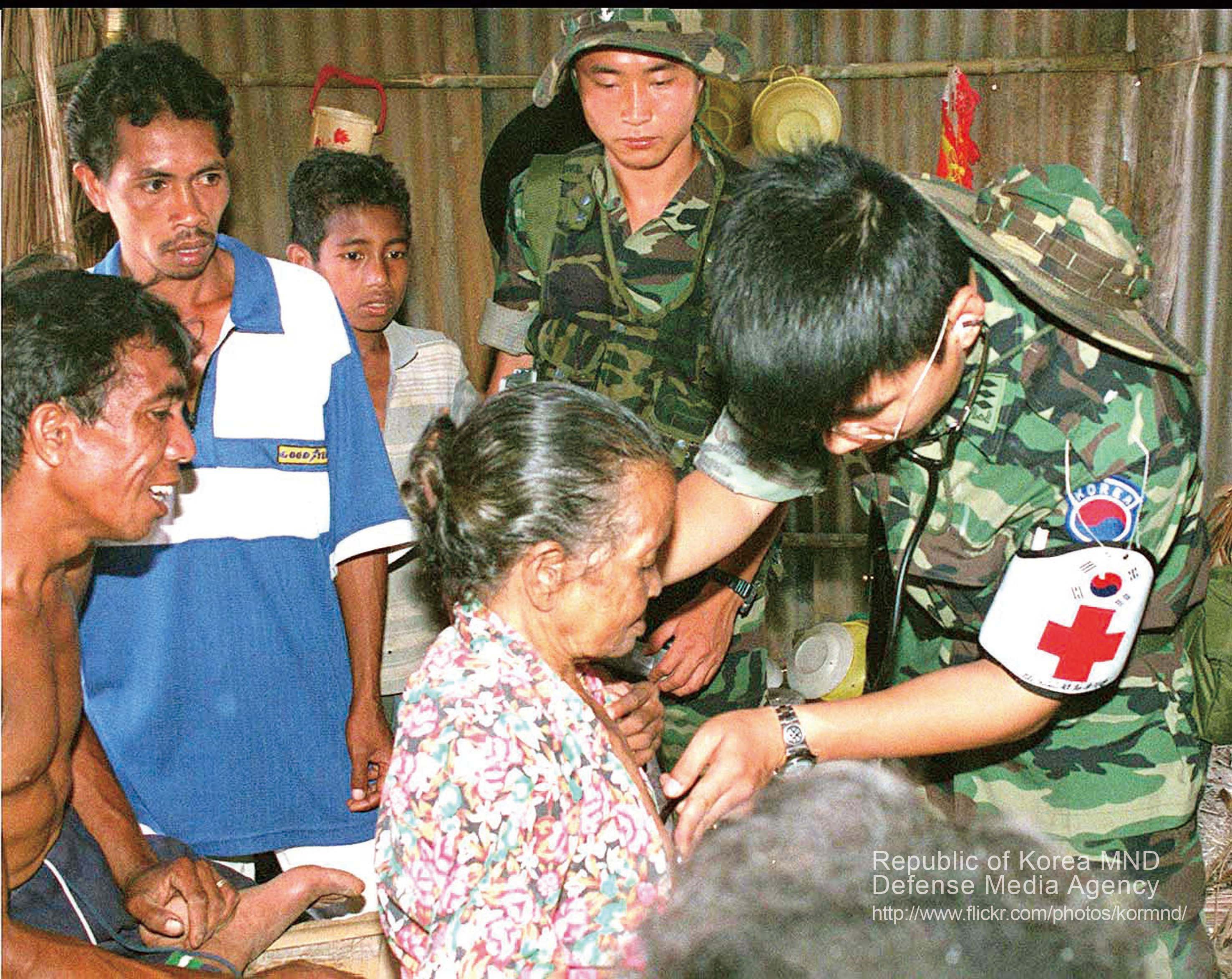
Südkoreanische Soldaten beim Hilfseinsatz in Osttimor

Südkorea und Osttimor nahmen im Mai 2002 offiziell diplomatische Beziehungen auf.
Bereits während der Besetzung Osttimors durch Indonesien entstand in Südkorea die Nichtregierungsorganisation Korea East Timor Solidarity zur Unterstützung der Unabhängigkeitsforderungen.
Südkorea stellte Personal für die Übergangsverwaltung der Vereinten Nationen für Osttimor (UNTAET) und die Unterstützungsmission der Vereinten Nationen in Osttimor (UNMISET). Die insgesamt etwa 3000 Soldaten wurden zunächst in Lautém, dann in Oe-Cusse Ambeno eingesetzt. Dort kamen am 23. Oktober 2003 am Fluss Noel Ekab (Oesilo) Major Byong Jo Min, Major Jin Kyu Park, Coporal Jong Hun Membali, Coporal Hee Choi und Kim Jung Joung ums Leben. Die fünf Soldaten gehörten zum Bataillon ROKBATT VII. In Lospalos, der Hauptstadt von Lautém trägt eine Straße den Namen Lua  Maluk  Korea  (Freund-Korea-Straße). In Oe-Cusse Ambeno erinnert ein Gedenkpark an die südkoreanischen Opfer.
2011 bekam Osttimor von Südkorea drei Patrouillenboote, die die Namen Kamenassa, Díli und Hera erhielten. Am 27. Oktober 2009 trafen die ersten osttimoresischen Gastarbeiter in Südkorea ein. 2015 arbeiteten 1400 Osttimoresen in Südkorea. Südkorea leistet dem südostasiatischen Land über die Korean International Cooperation Agency (KOICA) auch Entwicklungshilfe in den Bereichen Entwicklung von Humanressourcen, Gesundheit und Bildung.
Seit 2002 unterrichtet der Südkoreaner Kim Shin-hwan osttimoresische Jugendliche im Fußball. 2004 gewann Kim mit seinem osttimoresischen Jugendteam den Rivelino Cup in Hiroshima. A Barefoot Dream, der Film über seine Geschichte, wurde 2010 in etwa 350 Kinos in Südkorea gezeigt. Durch die südkoreanischen Soldaten wurde Taekwondo in Osttimor bekannt. Es erlangte eine gewisse Popularität und inzwischen treten osttimoresische Athleten bei internationalen Wettkämpfen in Taekwondo an (Siehe auch: Sport in Osttimor).

## Diplomatie

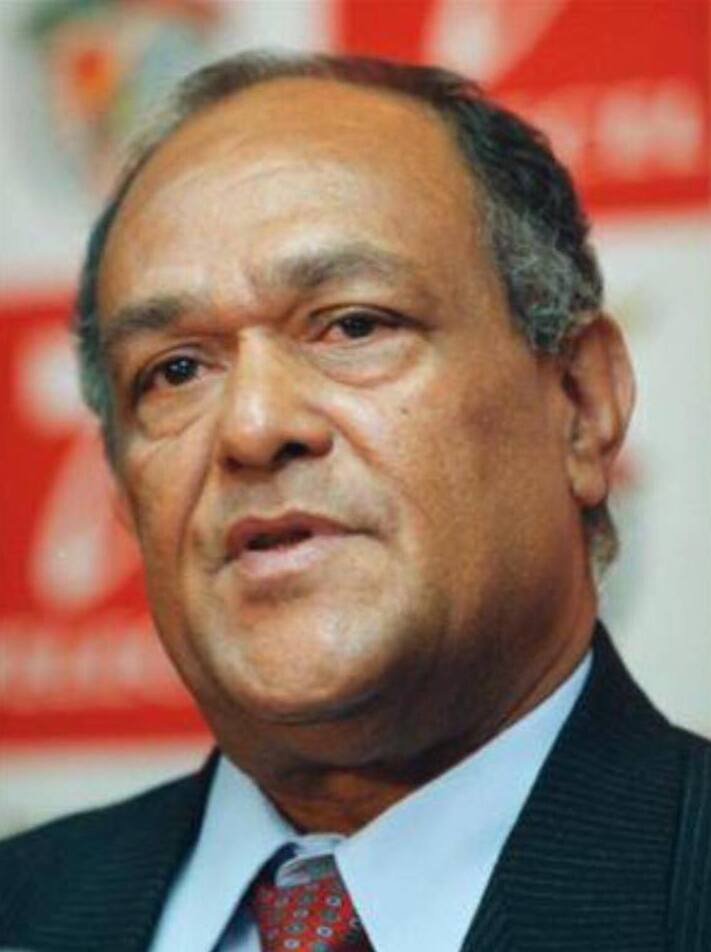
João Viegas Carrascalão, Osttimors erster Botschafter in Südkorea (2009–2012)

Derzeitiger Botschafter Südkoreas in Osttimor ist seit 2021 Kim Jeong-ho.
Osttimor hat seit 2009 einen Botschafter in Südkorea.

## Wirtschaft
2018 registrierte das Statistische Amt Osttimors Importe aus Südkorea im Wert von 4.463.000 US-Dollar, womit Südkorea auf Platz 15 der Herkunftsländer liegt. Aus Osttimor nach Südkorea gingen Waren im Wert von 271.005 US-Dollar. Dabei handelte es sich um 68.230 kg Kaffee. Damit kommt Südkorea auf Platz 11 der Zielländer aller Exporte und auf Platz 10 der Kaffeeimporteure.